# Philippe Claudel
Philippe Claudel (Dombasle-sur-Meurthe, 2 februari 1962) is een Frans auteur, scenarioschrijver en filmregisseur.
Hij studeerde letteren in Nancy en werkte als leraar in gevangenissen en in instellingen voor mindervalide jongeren. Daar heeft hij veel inspiratie opgedaan.. Naast zijn bezigheden als schrijver en filmregisseur is Claudel ook professor literatuur aan de Universiteit van Nancy. Hij doceert er meer bepaald de kunst van het scenarioschrijven.
Sinds Meuse l'oubli, zijn debuut uit 1999, verschenen een dertigtal werken van zijn hand. Als schrijver brak hij in 2003 door bij het grote publiek met zijn roman Les Âmes grises. Hij kreeg er in datzelfde jaar de Prix Renaudot voor.   
Zijn eerste zelf geregisseerde film, het drama Il y a longtemps que je t'aime (2008), genoot heel veel bijval over de hele wereld en behaalde talrijke prijzen.
In 2012 nam hij de plaats van de overleden Jorge Semprún in in de Académie Goncourt. In 2015 werd hij gelauwerd als doctor honoris causa aan de KU Leuven.

## Boeken
- Meuse l'oubli (1999). Vertaald door Manik Sarkar als Rivier van vergetelheid, 2006
- Quelques-uns des cent regrets (1999). Vertaald door Manik Sarkar als Alles waar ik spijt van heb, 2010
- Le Café de l'Excelsior (1999)
- J'abandonne (2000). Vertaald door Manik Sarkar als Zonder mij, 2005
- Barrio Flores: petite chronique des oubliés (2000)
- Les petites mécaniques (kortverhalen, 2002). Vertaald door Manik Sarkar als Kleine mechanieken, 2014
- Le bruit des trousseaux (2002)
- Mirhaela (kortverhaal, 2002)
- La Mort dans le paysage (kortverhaal, 2002)
- Les âmes grises (2003). Vertaald door Manik Sarkar als Grijze zielen, 2004
- Trois petites histoires de jouets (kortverhalen, 2004)
- La Petite Fille de Monsieur Linh (2005). Vertaald door Manik Sarkar als Het kleine meisje van meneer Linh, 2010
- Le monde sans les enfants et autres histoires (kinderverhalen, 2006). Vertaald door Manik Sarkar als De wereld zonder kinderen, 2007
- Au revoir Monsieur Friant (2006). Vertaald door Katelijne De Vuyst als Tot ziens, meneer Friant, 2010
- Le Rapport de Brodeck (2007). Vertaald door Manik Sarkar als Het verslag van Brodeck, 2008
- Parle-moi d'amour (2008)
- Petite fabrique des rêves et des réalités (2008). Kortverhalen, vertaald als Kleine fabriek van droom en werkelijkheid, 2009
- L'Enquête (2010). Vertaald door Manik Sarkar als Het onderzoek, 2011
- Parfums (2012). Vertaald door Manik Sarkar als Geuren, 2012
- Jean-Bark (2013)
- Rambétant (2014)
- L’Arbre du pays Toraja (2016). Nederlandse vertaling door Manik Sarkar: De boom in het land van de Toraja, 2016.
- Inhumaines (2017). Nederlandse vertaling door Manik Sarkar: Onmenselijk, 2019.
- L'Archipel du Chien (2018). Nederlandse vertaling door Manik Sarkar: Archipel van de hond, 2018.
- Fantaisie Allemande (2020). Nederlandse vertaling door Manik Sarkar: Een Duitse fantasie, 2021.
- Crépuscule (2022). Nederlandse vertaling door Manik Sarkar: Schemering, 2023.

## Toneel
- Le paquet (2010)

## Films
- 2005: Les Âmes grises, met Jean-Pierre Marielle en Jacques Villeret. Werd naar zijn gelijknamige roman verfilmd door Yves Angelo. Claudel schreef het scenario.
- 2008: Il y a longtemps que je t'aime, met Kristin Scott Thomas en Elsa Zylberstein (regie en scenario)
- 2011: Tous les soleils, (regie en scenario)
- 2013: Avant l'hiver, met Daniel Auteuil en Kristin Scott Thomas in de hoofdrollen (regie en scenario)
- 2015: Une enfance (regie en scenario)

## Prijzen (selectie)
- 2000: Prix Marcel Pagnol voor Quelques-uns des cent regrets
- 2003: Bourse Goncourt de la Nouvelle voor Les petites mécaniques
- 2000: Prix du Roman France Télévision voor J'abandonne
- 2003: Prix Renaudot en Grand Prix des Lectrices de Elle voor Les Âmes grises
- 2006: Euregio Literaturpreis voor La Petite fille de Monsieur Linh
- 2007: Prix Goncourt des lycéens voor Le Rapport de Brodeck
- 2009: César voor Beste debuutfilm voor de film Il y a longtemps que je t'aime

## Voetnoten
1. ↑  The Independent, Friday 14 May 2010, Review Section p.29

- Bibsys: 4031774
- Biblioteca Nacional de España: XX1515676
- Bibliothèque nationale de France: cb133404152 (data)
- Catàleg d'autoritats de noms i títols de Catalunya: 981058522522206706
- CiNii: DA14815964
- Gemeinsame Normdatei: 129390798
- International Standard Name Identifier: 0000 0001 1462 8278
- Library of Congress Control Number: nr00037565
- MusicBrainz: 69454859-1d48-4c45-b990-3aec54e4fd67
- Bibliotheek van het Japanse parlement: 00972832
- Nationale Bibliotheek van Tsjechië: xx0109879
- Nationale bibliotheek van Australië: 46295409
- Nationale Bibliotheek van Israël: 987007299592005171
- Nationale en Universitaire bibliotheek Zagreb: 000354547
- Nederlandse Thesaurus van Auteursnamen: 258672951
- Istituto Centrale per il Catalogo Unico: RAVV343227
- LIBRIS: 341459
- SNAC: w6j11585
- Système universitaire de documentation: 050178628
- Trove: 1473001
- Virtual International Authority File: 98468381
- WorldCat: E39PBJpv4GDhhmCYmYDMJqJVYP